# Marco Arop
Marco Arop (ur. 20 września 1998) – kanadyjski lekkoatleta specjalizujący się w biegach średniodystansowych.
W 2017 zdobył wicemistrzostwo panamerykańskiego czempionatu juniorów, a rok później sięgnął po srebro w biegu na 800 metrów podczas mistrzostw Ameryki Północnej, Środkowej i Karaibów.
W 2019 został mistrzem igrzysk panamerykańskich oraz zajął 7. miejsce podczas mistrzostw świata w Dosze. Dwa lata później reprezentował Kanadę na igrzyskach olimpijskich w Tokio, podczas których dotarł do półfinału biegu na 800 metrów.
W 2022 zdobył w Eugene brązowy medal mistrzostw świata, natomiast rok później w Budapeszcie poprawił się o dwie pozycje, zostając mistrzem świata.
Złoty medalista mistrzostw Kanady. Stawał na podium mistrzostw NCAA.
Rekordy życiowe w biegu na 800 metrów: stadion – 1:41,20 (10 sierpnia 2024, Paryż) rekord Ameryki Północnej, 4. wynik w historii światowej lekkoatletyki; hala – 1:45,50 (27 stycznia 2024, Fayetteville) rekord Kanady.

## Osiągnięcia
| Rok  | Impreza                              | Miejsce   | Konkurencja        | Pozycja    | Wynik   |
| ---- | ------------------------------------ | --------- | ------------------ | ---------- | ------- |
| 2017 | Mistrzostwa panamerykańskie juniorów | Trujillo  | bieg na 800 metrów | 2. miejsce | 1:47,08 |
| 2018 | Mistrzostwa NACAC                    | Toronto   | bieg na 800 metrów | 2. miejsce | 1:46,82 |
| 2019 | Igrzyska panamerykańskie             | Lima      | bieg na 800 metrów | 1. miejsce | 1:44,25 |
| 2019 | Mistrzostwa świata                   | Doha      | bieg na 800 metrów | 7. miejsce | 1:45,78 |
| 2021 | Igrzyska olimpijskie                 | Tokio     | bieg na 800 metrów | półfinał   | 1:44,90 |
| 2022 | Halowe mistrzostwa świata            | Belgrad   | bieg na 800 metrów | 8. miejsce | 1:47,58 |
| 2022 | Mistrzostwa świata                   | Eugene    | bieg na 800 metrów | 3. miejsce | 1:44,28 |
| 2023 | Mistrzostwa świata                   | Budapeszt | bieg na 800 metrów | 1. miejsce | 1:44,24 |